# Poppo II. Weimar-Orlamünde
Poppo II († 1101), grof Weimar-Orlamünde, je bil  mejni grof Kranjske od leta 1070 ter za  Istrsko marko od leta 1096 do svoje smrti. 

## Življenje
Poppo je bil sin mejnega grofa Kranjske Ulrika I. Kranjskega , ki ga je nasledil po njegovi smrti leta 1070. Njegova mati je bila Sofija, ki je bila hči ogrskega kralja  Béla I. Ogrskega. Torej je imela kraljevsko kri.
Poročil je hči grofa Engelberta I. Sponheimskega, ki je vladal v Istri do svoje smrti 1. aprila 1096. Po zapisih iz kronike Historia Welforum iz leta 1170 je Poppo imel z Richgardo dve hčeri:
- Sofija  Istrska († 1132), poročena z grofom Bertoldom II. Andeškim, mati mejnega grofa  Bertolda III. Istrskega (1110/1122–1188);
- Hedvika, poročene prvič z grofom Hermanom I. grofom Winzenburškim in drugič z grofom Adalbertom II. Bogenskim.

Poppo je ostal lojalen podpornik Salijca cesarja Henrika IV. v času Investiture. Ker ni imel preživelih sinov, ga je nasledil mlajši brat Ulrik II..